# Brad Pitt
Brad Pitt, właśc. William Bradley Pitt (ur. 18 grudnia 1963 w Shawnee) – amerykański aktor, producent filmowy i przedsiębiorca. Laureat Oscara w kategorii „najlepszy aktor drugoplanowy” za rolę w filmie Quentina Tarantino Pewnego razu... w Hollywood (2019).

## Życiorys

### Wczesne lata
Urodził się w Shawnee w stanie Oklahoma w rodzinie baptystów jako najstarszy syn kierownika firmy transportu ciężarowego Williama A. Pitta i szkolnej pedagog Jane Etty Hillhouse. Jego rodzina była pochodzenia angielskiego. Wychowywał się z młodszym rodzeństwem – bratem Douglasem „Dougiem” Mitchellem (ur. 2 listopada 1966) i siostrą Julie Neal (ur. 1969). Dzieciństwo spędził w Springfield w Missouri, gdzie w latach 1977–1981 uczęszczał do Kickapoo High School.
W latach 1982–1986 studiował dziennikarstwo ze specjalizacją w reklamie w Missouri School of Journalism przy University of Missouri-Columbia, lecz w 1986, dwa tygodnie przed zakończeniem studiów, z 325 dolarami w kieszeni zdecydował się wyjechać do Los Angeles. Początkowo sypiał na kanapie Melissy Etheridge.
Miał studiować reklamę i grafikę w Art Center College of Design w Pasadenie, jednak ostatecznie przez sześć lat uczył się aktorstwa pod opieką Roya Londona. W tym czasie pracował jako kierowca limuzyny, rozdawał próbki papierosów, a także ubrany w kostium wielkiego kurczaka reklamował sieć restauracji El Pollo Loco.

### Kariera

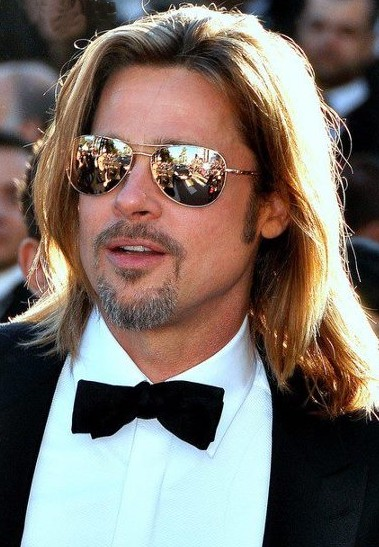
Brad Pitt na 65. MFF w Cannes (2012)

Pojawiał się na srebrnym ekranie, m.in. w operach mydlanych: NBC Inny świat (Another World, 1987) i CBS Dallas (1987-88) jako przyjaciel córki Jenny Wade Ewing, sitcomie ABC Dzieciaki, kłopoty i my (Growing Pains, 1987–1989) oraz serialach: Fox 21 Jump Street (1988) i Dni Chwały (Glory Days, 1990).
Na kinowym ekranie zadebiutował rolą uczestnika party w ekranizacji powieści Breta Eastona Ellisa o zblazowanych bogatych nastolatkach z Los Angeles Mniej niż zero (Less Than Zero, 1987) z Robertem Downeyem Jr. Był modelem w reklamowym spocie marki Levi’s. Przełomem w karierze stała się postać zadziornego i uwodzicielskiego autostopowicza J.D. w filmie Thelma i Louise (Thelma & Louise, 1991) z Geeną Davis i Susan Sarandon. W ekranizacji autobiograficznej powieści Normana Macleana reżyserowanej przez Roberta Redforda Rzeka życia (A River Runs Through It, 1992) zagrał zbuntowanego i lekkomyślnego młodszego syna fanatycznego kaznodziei Kościoła metodystów.
Dzięki kolejnej roli psychopatycznego seryjnego mordercy, prostaka i cynika oczekującego od życia mocnych wrażeń w dramacie kryminalnym Kalifornia (1993), odebrał w 1993 nagrodę ShoWest jako Gwiazdor Jutra. Za postać wampira Louisa de Pointe du Laca w kasowym horrorze Wywiad z wampirem (Interview with the Vampire: The Vampire Chronicles, 1994) Neila Jordana otrzymał dwie nagrody MTV Movie Awards i nominację do nagrody Saturna, ale jednocześnie dostał wraz z Tomem Cruise antynagrodę Złotej Maliny. Rola nieokrzesanego buntownika i niespokojnego duchem Tristana, pełnego pasji jednego z braci Ludlow w melodramacie wojennym Wichry namiętności (Legends of the Fall, 1994) przyniosła mu nagrodę Brązowego Kowboja i nominację do nagrody Złotego Globu. Znakomite recenzje, nagrodę Złotego Globu, Saturna, Blockbuster Entertainment, Universe Reader’s Choice Award i nominację do Oscara dla najlepszego aktora drugoplanowego zdobył za kreację obłąkanego syna znanego naukowca i znawcy wirusów w dramacie sci-fi 12 małp (Twelve Monkeys, 1995). Natomiast za rolę aroganckiego detektywa w thrillerze Siedem (Se7en, 1995) został uhonorowany nagrodą MTV Movie Award.
W 2001 w filmie Ocean’s Eleven: Ryzykowna gra (Ocean’s Eleven) wcielił się w postać Rusty’ego Ryana; swoją rolę powtórzył sequelach filmu: Ocean’s Twelve: Dogrywka (Ocean’s Twelve, 2004) i Ocean’s Thirteen (2007). Za postać Willa Colberta w sitcomie NBC Przyjaciele (Friends, 2001) nominowany był do nagrody Emmy. Użyczył swojego głosu Patchowi Boomhauerowi, bohaterowi animowanego sitcomu Fox Bobby kontra wapniaki (King of the Hill, 2003).
W 1995 i 2000 tygodnik „People” umieścił Pitta na 1. miejscu rankingu na najseksowniejszego mężczyznę świata. W 2005 wystąpił w głównej roli w filmie Pan i pani Smith, a na planie produkcji poznał swoją przyszłą żonę, Angelinę Jolie.

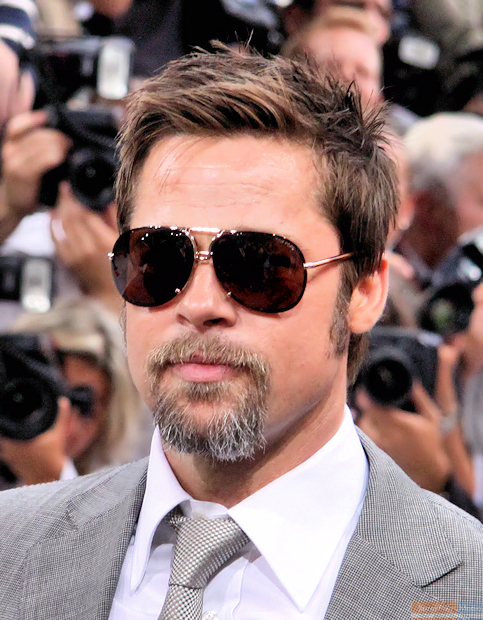
Brad Pitt na premierze filmu Bękarty wojny w Berlinie w 2009

Jako producent filmowy dramatu kryminalnego Martina Scorsese Infiltracja (The Departed, 2006) z Jackiem Nicholsonem, Leonardem DiCaprio, Mattem Damonem, Markiem Wahlbergem i Alekiem Baldwinem otrzymał nominację do nagrody Brytyjskiej Akademii Filmowej. Rola turysty na pustyni w Maroku – męża kobiety postrzelonej w autokarze (z którą wybrał się w podróż mającą poprawić ich małżeńskie relacje po stracie dziecka) w dramacie Alejandro Gonzáleza Iñárritu Babel (2006) przyniosła mu nominację do nagrody Złotego Globu. W 2008 został obsadzony w roli Chada Feldheimera w filmie Joela i Ethana Coenów Tajne przez poufne (Burn After Reading). W tym samym roku wystąpił w głównej roli w filmie Ciekawy przypadek Benjamina Buttona (The Curious Case of Benjamin Button) ukazującym historię człowieka, który urodził się jako starzec, jednak młodniał z biegiem lat. Za tę rolę Pitt otrzymał nominację do Oscara w kategorii „najlepszy aktor pierwszoplanowy”.
Za rolę porucznika „Aldo Apacza”, przywódcy grupy w czarnej komedii Quentina Tarantino Bękarty wojny (Inglourious Basterds, 2009) otrzymał wraz z innymi aktorami Nagrodę Gildii Aktorów Ekranowych w kategorii „wybitny występ zespołu aktorskiego w filmie kinowym”. Z kolei za kreację kaskadera Cliffa Bootha w komediodramacie Tarantino Pewnego razu... w Hollywood (Once Upon a Time in Hollywood, 2019) zdobył Oscara, nagrodę BAFTA i Złoty Glob, a także Nagrodę Gildii Aktorów Ekranowych w kategoriach „najlepszy aktor drugoplanowy”.
Był na okładkach licznych magazynów, m.in.: „Elle”, „Entertainment Weekly”, „Esquire”, „Film”, „Gala”, „The Hollywood Reporter”, „L’Uomo Vogue”, „Men’s Health”, „Newsweek”, „People”, „Rolling Stone”, „Time”, „Vanity Fair”, „Viva!”, „Vogue Hommes” i „Życie na Gorąco”.

### Działalność
Jest znany ze swojego społecznego zaangażowania. W 2005 odbył misję humanitarną do RPA i Etiopii. We wrześniu 2008, wraz z Angeliną Jolie, przeznaczył 12 mln dol. na rzecz walki z wirusem HIV i epidemią AIDS oraz gruźlicą w Etiopii. Wyrażając wsparcie wobec małżeństw jednopłciowych, przekazał m.in. 100 tys. dol. na zablokowanie inicjatywy legislacyjnej „Proposition 8”, której celem było uniemożliwienie zawierania małżeństw osób tej samej płci w Kalifornii.
Pitt i Jolie znaleźli się na liście „100 najbardziej wpływowych ludzi świata” magazynu „Time”. Aktorska para dostała wyróżnienia w kategorii „Bohaterowie i pionierzy”. Tygodnik „Time” docenił fakt, że nie tylko mówią o wspieraniu biednych krajów, ale aktywnie angażują się w pomoc ich mieszkańcom.

## Życie prywatne

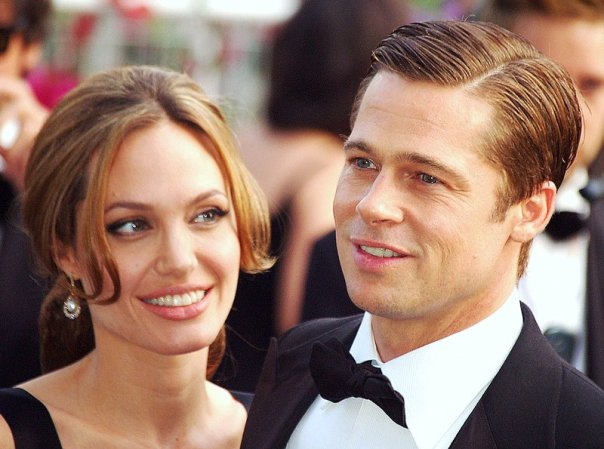
Brad Pitt i Angelina Jolie podczas Festiwalu Filmowego w Cannes w 2007

W młodości spotykał się z licznymi aktorkami, m.in.: Robin Givens (1986-87), Christiną Applegate (1988-89), Juliette Lewis (1989-93), Julią Ormond (1993), Thandie Newton (1994-95), Gwyneth Paltrow (1994-97), Claire Forlani (1997-98) i Demi Moore (1998).
W marcu 1998 na randce w ciemno spotkał się z aktorką Jennifer Aniston, którą poślubił 29 lipca 2000 i z którą tworzył jedną z ulubionych par światowego show-biznesu. 7 stycznia 2005 ogłosili separację, a 2 października 2005 rozwiedli się.
W styczniu 2005 związał się z aktorką Angeliną Jolie, z którą ma córkę Shiloh (ur. 27 maja 2006) oraz bliźnięta: Vivienne Marcheline Jolie-Pitt i Knoxa Leona Jolie-Pitta (ur. 12 lipca 2008), a także trójkę adoptowanych dzieci: dwóch chłopców – od 2001 Maddoxa Chivana (ur. 5 sierpnia 2001 w Kambodży) i od 2007 Paxa Thiena (ur. 29 listopada 2003 w Ho Chi Minh, w Wietnamie) oraz od 2006 dziewczynkę – Zaharę Marley (ur. 8 stycznia 2005 w Auasa). 14 sierpnia 2014 w Chateau Mirava Pitt i Jolie wzięli ślub. Jednak 19 września 2016 Jolie złożyła pozew o rozwód, wskazując jako przyczynę „różnice nie do pogodzenia”. Para rozwiodła się 12 kwietnia 2019. Następnie zaczął się spotykać z Ines De Ramon.

## Filmografia

### Jako aktor
| Filmy fabularne | Filmy fabularne | Filmy fabularne                                      | Filmy fabularne              |
| Rok             | Tytuł | Rola                                                 | Reżyser                      |
| --------------- | --- | ---------------------------------------------------- | ---------------------------- |
| 1987            | Hunk | facet na plaży z napojem (niewymieniony)             | Lawrence Bassoff             |
| 1987            | Bez wyjścia (No Way Out)                                                                                                 | gość w czarnym krawacie na przyjęciu (niewymieniony) | Roger Donaldson              |
| 1987            | Ziemia poza prawem (No Man’s Land)                                                                                       | kelner                                               | Peter Werner                 |
| 1987            | Mniej niż zero (Less Than Zero)                                                                                          | gość na przyjęciu / facet w walce (niewymieniony)    | Marek Kanievska              |
| 1988            | Ciemna strona słońca (The Dark Side of the Sun)                                                                          | Rick                                                 | Božidar Nikolić              |
| 1988            | A Stoning in Fulham County                                                                                               | Theodore „Teddy” Johnson                             | Larry Elikann                |
| 1989            | Szczęśliwi razem (Happy Together)                                                                                        | Brian                                                | Mel Damski                   |
| 1989            | Wagary (Cutting Class)                                                                                                   | Dwight Ingalls                                       | Rospo Pallenberg             |
| 1990            | Za młoda by umrzeć? (Too Young To Die?, TV)                                                                              | Billy Canton                                         | Robert Markowitz             |
| 1991            | Thelma i Louise (Thelma & Louise)                                                                                        | J.D.                                                 | Ridley Scott                 |
| 1991            | Na skróty (Across the Tracks)                                                                                            | Joe Maloney                                          | Sandy Tung                   |
| 1991            | Johnny Suede | Johnny Suede                                         | Tom DiCillo                  |
| 1992            | Rzeka wspomnień (A River Runs Through It)                                                                                | Paul Maclean                                         | Robert Redford               |
| 1992            | Kontakt (Contact) | Cox                                                  | Jonathan Darby               |
| 1992            | Wspaniały świat (Cool World)                                                                                             | detektyw Frank Harris                                | Ralph Bakshi                 |
| 1993            | Kalifornia | Early Grayce                                         | Dominic Sena                 |
| 1993            | Prawdziwy romans (True Romance)                                                                                          | Floyd                                                | Tony Scott                   |
| 1994            | Przysługa (The Favor) | Elliot Fowler                                        | Donald Petrie                |
| 1994            | Wywiad z wampirem (Interview with the Vampire)                                                                           | Louis de Pointe du Lac                               | Neil Jordan                  |
| 1994            | Wichry namiętności (Legends of the Fall)                                                                                 | Tristan Ludlow                                       | Edward Zwick                 |
| 1995            | Siedem (Seven) | David Mills                                          | David Fincher                |
| 1995            | 12 małp (12 Monkeys) | Jeffrey Goines                                       | Terry Gilliam                |
| 1996            | Uśpieni (Sleepers) | Michael Sullivan                                     | Barry Levinson               |
| 1997            | Zdrada (The Devil’s Own)                                                                                                 | Rory Devaney / Francis Austin McGuire                | Alan J. Pakula               |
| 1997            | Siedem lat w Tybecie (Seven Years in Tibet)                                                                              | Heinrich Harrer                                      | Jean-Jacques Annaud          |
| 1998            | Joe Black (Meet Joe Black)                                                                                               | Joe Black / młodzieniec w kawiarni                   | Martin Brest                 |
| 1999            | Być jak John Malkovich (Being John Malkovich)                                                                            | w roli samego siebie (cameo)                         | Spike Jonze                  |
| 1999            | Podziemny krąg (Fight Club)                                                                                              | Tyler Durden                                         | David Fincher                |
| 2000            | Przekręt (Snatch) | Mickey                                               | Guy Ritchie                  |
| 2001            | Zawód: Szpieg (Spy Game)                                                                                                 | Tom Bishop                                           | Tony Scott                   |
| 2001            | Ocean’s Eleven: Ryzykowna gra (Ocean’s Eleven)                                                                           | Rusty Ryan                                           | Steven Soderbergh            |
| 2001            | Mexican (The Mexican) | Jerry Welbach                                        | Gore Verbinski               |
| 2002            | Niebezpieczny umysł (Confessions of a Dangerous Mind)                                                                    | Brad (cameo)                                         | George Clooney               |
| 2003            | Sindbad: Legenda siedmiu mórz (Sinbad: Legend of the Seven Seas)                                                         | Sindbad (głos)                                       | Tim Johnson, Patrick Gilmore |
| 2004            | Ocean’s Twelve: Dogrywka (Ocean’s Twelve)                                                                                | Rusty Ryan                                           | Steven Soderbergh            |
| 2004            | Troja (Troy) | Achilles                                             | Wolfgang Petersen            |
| 2005            | Pan i pani Smith (Mr. & Mrs. Smith)                                                                                      | John Smith                                           | Doug Liman                   |
| 2006            | Babel | Richard Jones                                        | Alejandro González Iñárritu  |
| 2007            | Ocean’s Thirteen | Rusty Ryan                                           | Steven Soderbergh            |
| 2007            | Zabójstwo Jesse’ego Jamesa przez tchórzliwego Roberta Forda (The Assassination of Jesse James by the Coward Robert Ford) | Jesse James (także producent)                        | Andrew Dominik               |
| 2008            | Tajne przez poufne (Burn After Reading)                                                                                  | Chad Feldheimer                                      | Joel i Ethan Coenowie        |
| 2008            | Ciekawy przypadek Benjamina Buttona (The Curious Case of Benjamin Button)                                                | Benjamin Button                                      | David Fincher                |
| 2009            | Bękarty wojny (Inglourious Basterds)                                                                                     | Aldo „Apacz” Raine                                   | Quentin Tarantino            |
| 2010            | Megamocny | Metro-Man (głos)                                     | Tom McGrath                  |
| 2011            | Happy Feet: Tupot małych stóp 2                                                                                          | Kryl Will (głos)                                     | George Miller                |
| 2011            | Drzewo życia (The Tree of Life)                                                                                          | Pan O’Brian (także producent)                        | Terrence Malick              |
| 2011            | Moneyball | Billy Beane                                          | Bennett Miller               |
| 2012            | Zabić, jak to łatwo powiedzieć (Killing Them Softly)                                                                     | Jackie Cogan (także producent)                       | Andrew Dominik               |
| 2012            | 8 | Sędzia główny Vaughn R. Walker                       | Harold Hölscher              |
| 2013            | Adwokat (The Counselor)                                                                                                  | Westray                                              | Ridley Scott                 |
| 2013            | World War Z | Gerry Lane (także producent)                         | Marc Forster                 |
| 2013            | Zniewolony (12 Years a Slave)                                                                                            | Samuel Bass (także producent)                        | Steve McQueen                |
| 2014            | Furia (Fury) | Don „Wardaddy” Collier                               | David Ayer                   |
| 2015            | Nad morzem (By the Sea)                                                                                                  | Roland (także producent)                             | Angelina Jolie               |
| 2015            | Big Short (The Big Short)                                                                                                | Ben Rickert                                          | Adam McKay                   |
| 2016            | Voyage of Time | narrator (głos)                                      | Terrence Malick              |
| 2016            | Sprzymierzeni (Allied)                                                                                                   | Max Vatan                                            | Robert Zemeckis              |
| 2017            | Machina wojenna (War Machine)                                                                                            | Generał Glen McMahon                                 | David Michôd                 |
| 2018            | Deadpool 2 | Vanisher                                             | David Leitch                 |
| 2019            | Pewnego razu... w Hollywood (Once Upon a Time in Hollywood)                                                              | Cliff Booth                                          | Quentin Tarantino            |
| 2019            | Ad Astra | Roy McBride                                          | James Gray                   |
| 2022            | Zaginione miasto (The Lost City)                                                                                         | Jack Trainer                                         | Aaron i Adam Nee             |
| 2022            | Bullet Train | Ladybug                                              | David Leitch                 |
| 2022            | Babilon (Babylon) | Jack Conrad                                          | Damien Chazelle              |
| 2024            | Istoty fantastyczne (IF)                                                                                                 | Keith (głos)                                         | John Krasinski               |
| 2024            | Samotne wilki (Wolfs) | Nick                                                 | Jon Watts                    |
| 2025            | F1 | Sonny Hayes                                          | Joseph Kosinski              |

### Jako producent
| Filmy fabularne | Filmy fabularne                                                     | Filmy fabularne          | Filmy fabularne |
| Rok             | Tytuł                                                               | Reżyser                  |                 |
| --------------- | ------------------------------------------------------------------- | ------------------------ | --------------- |
| 2006            | Bóg ma nas dosyć: Zagubieni chłopcy z Sudanu (God Grew Tired of Us) | Christopher Dillon Quinn |                 |
| 2006            | Infiltracja (The Departed)                                          | Martin Scorsese          |                 |
| 2006            | Biegając z nożyczkami (Running with Scissors)                       | Ryan Murphy              |                 |
| 2007            | The Tehuacan Project                                                | Andrew Lauer             |                 |
| 2007            | Rok psa (Year of the Dog)                                           | Mike White               |                 |
| 2007            | Cena odwagi (A Mighty Heart)                                        | Michael Winterbottom     |                 |
| 2009            | Zaklęci w czasie (The Time Traveler’s Wife)                         | Robert Schwentke         |                 |
| 2009            | Prywatne życie Pippy Lee (The Private Lives of Pippa Lee)           | Rebecca Miller           |                 |
| 2010            | Kick-Ass                                                            | Matthew Vaughn           |                 |
| 2010            | Jedz, módl się, kochaj (Eat Pray Love)                              | Ryan Murphy              |                 |
| 2013            | Kick-Ass 2                                                          | Jeff Wadlow              |                 |
| 2013            | Zniewolony (12 Years a Slave)                                       | Steve McQueen            |                 |
| 2014            | Selma                                                               | Ava DuVernay             |                 |

## Nagrody i nominacje
| Rok  | Nagroda                           | Kategoria                                                      | Film                                                               | Rezultat  |
| ---- | --------------------------------- | -------------------------------------------------------------- | ------------------------------------------------------------------ | --------- |
| 1995 | Złoty Glob                        | Najlepszy aktor w filmie dramatycznym                          | Wichry namiętności (1994)                                          | Nominacja |
| 1995 | Złota Malina                      | Najgorsza ekranowa para z Tomem Cruise                         | Wywiad z wampirem (1994)                                           | Wygrana   |
| 1995 | Nagroda Saturn                    | Najlepszy aktor                                                | Wywiad z wampirem (1994)                                           | Nominacja |
| 1996 | Nagroda Saturn                    | Najlepszy aktor drugoplanowy                                   | 12 małp (1995)                                                     | Nominacja |
| 1996 | Złoty Glob                        | Najlepszy aktor drugoplanowy                                   | 12 małp (1995)                                                     | Wygrana   |
| 2002 | Nagroda Emmy                      | Najlepszy gościnny występ w serialu komediowym – aktor         | Przyjaciele – odc. „The One With The Rumor” (2001)                 | Nominacja |
| 2004 | Teen Choice Awards                | Najlepszy aktor w dramacie / filmie akcji / filmie przygodowym | Troja (2004)                                                       | Wygrana   |
| 2007 | Nagroda BAFTA                     | Najlepszy film                                                 | Infiltracja (2006)                                                 | Nominacja |
| 2007 | 64. MFF w Wenecji                 | Puchar Volpiego dla najlepszego aktora                         | Zabójstwo Jesse’ego Jamesa przez tchórzliwego Roberta Forda (2007) | Wygrana   |
| 2009 | Nagroda Akademii Filmowej         | Najlepszy aktor pierwszoplanowy                                | Ciekawy przypadek Benjamina Buttona (2008)                         | Nominacja |
| 2009 | Nagroda Saturn                    | Najlepszy aktor                                                | Ciekawy przypadek Benjamina Buttona (2008)                         | Nominacja |
| 2009 | Nagroda BAFTA                     | Najlepszy aktor pierwszoplanowy                                | Ciekawy przypadek Benjamina Buttona (2008)                         | Nominacja |
| 2009 | Nagroda BAFTA                     | Najlepszy aktor drugoplanowy                                   | Tajne przez poufne (2008)                                          | Nominacja |
| 2010 | Nagroda Gildii Aktorów Ekranowych | Wybitny występ zespołu aktorskiego w filmie kinowym            | Bękarty wojny (2009)                                               | Wygrana   |
| 2012 | Nagroda Akademii Filmowej         | Najlepszy aktor pierwszoplanowy                                | Moneyball (2011)                                                   | Nominacja |
| 2012 | Nagroda Akademii Filmowej         | Najlepszy film                                                 | Moneyball (2011)                                                   | Nominacja |
| 2012 | Nagroda BAFTA                     | Najlepszy aktor pierwszoplanowy                                | Moneyball (2011)                                                   | Nominacja |
| 2014 | Nagroda Akademii Filmowej         | Najlepszy film                                                 | Zniewolony (2013)                                                  | Wygrana   |
| 2014 | Nagroda Gildii Aktorów Ekranowych | Wybitny występ filmowego zespołu aktorskiego                   | Zniewolony (2013)                                                  | Nominacja |
| 2014 | Nagroda Saturn                    | Najlepszy aktor                                                | World War Z (2013)                                                 | Nominacja |
| 2014 | MTV Movie Award                   | Najlepsza scena przerażenia                                    | World War Z (2013)                                                 | Wygrana   |
| 2015 | Złoty Glob                        | Najlepszy miniserial lub film telewizyjny                      | Odruch serca (2014)                                                | Nominacja |
| 2016 | Nagroda Akademii Filmowej         | Najlepszy film                                                 | Big Short (2015)                                                   | Nominacja |
| 2016 | Nagroda Gildii Aktorów Ekranowych | Wybitny występ filmowego zespołu aktorskiego                   | Big Short (2015)                                                   | Nominacja |
| 2020 | Złoty Glob                        | Najlepszy aktor drugoplanowy                                   | Pewnego razu... w Hollywood (2019)                                 | Wygrana   |
| 2020 | Nagroda Akademii Filmowej         | Najlepszy aktor drugoplanowy                                   | Pewnego razu... w Hollywood (2019)                                 | Wygrana   |
| 2020 | Nagroda BAFTA                     | Najlepszy aktor drugoplanowy                                   | Pewnego razu... w Hollywood (2019)                                 | Wygrana   |
| 2020 | Nagroda Gildii Aktorów Ekranowych | Najlepszy aktor drugoplanowy                                   | Pewnego razu... w Hollywood (2019)                                 | Wygrana   |
| 2020 | Nagroda Emmy                      | Najlepszy gościnny występ w serialu komediowym – aktor         | Saturday Night Live (2020)                                         | Nominacja |